# 1842年12月31日日食
1842年12月31日日食为一次在协调世界时1842年12月31日出現的日環食。該次日食食分為0.9634，食甚維持3分54秒。

## 概述
這次日食的食分是0.9634，環食維持3分54秒。

## 基本參數
- 類型：日環食
- 食甚資料：
  - 日期：1842年12月31日
  - 時間：19時4分24秒
  - 地點：33S 103W
  - 食分：0.9634
  - 日環食持續時間：3分54秒

## 外部連結
- NASA日食專頁（页面存档备份，存于）（英文）